# Alosimus
Alosimus — род нарывников из подсемейства Meloinae.

## Перечень видов
В составе рода:
- Alosimus armeniacus (Faldermann, 1837)
- Alosimus chalybaeus (Tauscher, 1812) — Нарывник синий
- Alosimus decolor (Abeille de Perrin, 1880)
- Alosimus maculicollis Mulsant & Vachanru, 1852
- Alosimus pallidicollis (Gyllenhal, 1806)
- Alosimus smyrnensis (Maran, 1942)
- Alosimus syriacus (Linnaeus, 1758) — Шпанка-красношейка
- Alosimus tyrrhenicus Bologna, 1989